# Davis Webb
Davis Matthew Webb (Prosper, 22 gennaio 1995) è un ex giocatore di football americano e allenatore di football americano statunitense che ha militato nel ruolo di quarterback. Dal 2023 allena i quarterback dei Denver Broncos della National Football League (NFL).

## Carriera

### New York Giants
Webb fu scelto dai New York Giants nel corso del terzo giro (87º assoluto) del Draft NFL 2017.
Il 28 novembre 2017 il capo-allenatore Ben McAdoo annunciò che Geno Smith avrebbe sostituito Eli Manning come quarterback titolare e che Webb sarebbe sceso in campo prima della fine della stagione. McAdoo fu in seguito licenziato, assieme al general manager che scelse nel draft Webb, Jerry Reese, venendo sostituito con Steve Spagnuolo. Spagnuolo ammise che sarebbe stato probabile che Manning sarebbe rimasto il quarterback per il resto della stagione.
Durante la stagione 2017, Webb ricevette gli apprezzamenti dei compagni Landon Collins e Dominique Rodgers-Cromartie. Rodgers-Cromartie disse che gli ricordava un "giovane Eli [Manning]", mentre Collins disse che la dirigenza non avrebbe avuto bisogno di scegliere un quarterback nel successivo draft, assicurando che "Davis sarà veramente un buon giocatore in questa lega quando verrà il suo momento".
Il 2 settembre 2018 Webb fu svincolato dai Giants dopo avere firmato sei giocatori quello stesso giorno.

### New York Jets
Il 4 settembre 2018 Webb firmò con la squadra di allenamento dei New York Jets. Fu promosso nel roster attivo il 10 novembre 2018 per fungere da riserva di Josh McCown dopo l'infortunio del titolare Sam Darnold. Fu svincolato il 31 agosto 2019.

### Buffalo Bills
Webb firmò con la squadra di allenamento dei Buffalo Bills il 2 settembre 2019. Il 6 gennaio 2020 firmò un nuovo contratto.
Il 5 settembre 2020 Webb fu svincolato dai Bills, rifirmando con la squadra di allenamento il giorno successivo. Fu promosso nel roster attivo il 28 dicembre per la gara della settimana 16 contro i New England Patriots e tornò nella squadra di allenamento dopo la partita. Il 26 gennaio 2021 firmò un nuovo contratto da riserva con Buffalo.
Il 31 agosto 2021 Webb fu svincolato dai Bills e rifirmò con la squadra di allenamento il giorno successivo. Il 14 novembre 2021 fece il suo debutto nella NFL contro i New York Jets nel finale di gara. Il suo contratto scadde il 23 gennaio 2022.

### Ritorno ai Giants
Il 7 febbraio 2022 Webb firmò per fare ritorno ai New York Giants. Fu svincolato il 30 agosto 2022 e firmò con la squadra di allenamento il giorno successivo. L'8 ottobre 2022 fu promosso nel roster attivo per la gara della settimana 5 contro i Green Bay Packers. Fu nuovamente promosso nel roster attivo dalla squadra di allenamento il 7 gennaio 2023 per la gara dell'ultimo turno della gara contro i Philadelphia Eagles. Quella fu la prima gara come titolare di Webb cinque anni dopo essere stato scelto nel draft. Con i Giants già qualificati per i playoff, completò 23 passaggi su 40 per 168 yard e un passaggio da touchdown per Kenny Golladay, oltre a segnare una marcatura su corsa, nella sconfitta per 16-22.